# 卢霍夫卡
卢霍夫卡（羅馬化：Lukhovka）是俄罗斯莫尔多瓦共和国的市级镇，属共和国辖市萨兰斯克市，地处莫尔多瓦共和国东南部，位于萨兰斯克－科奇库罗沃公路到塔夫拉河（Тавла，因萨尔河支流）左岸之间地带，西北侧靠近共和国首府萨兰斯克。
该地2021年人口有8,134人；2010年人口8,639；2002年人口9,099；1989年人口10,017。